# Epoch Game Pocket Computer
Epoch Game Pocket Computer (яп.  エポック社ゲームポケットコンピュータ) — вторая в мире портативная игровая консоль со сменными картриджами, выпущенная компанией Epoch эксклюзивно для японского рынка в 1984 году.

## История
Компания Epoch и ранее выпускала портативные игровые системы, например: Epoch Derby Race (механическая) в 1977 году, Epoch Invader From Space в 1980 году, Epoch Astro Command в 1982 году, Epoch Penguin Restaurant в 1983 году и ряд других. Однако, Epoch Game Pocket Computer стала первой игровой системой от Epoch и второй в мире после Microvision, использующей сменные игровые картриджи.
Game Pocket Computer появился на прилавках в 1984 году и продавался только в Японии, до европейского и североамериканского рынка консоль не дошла.

## Описание
Консоль имела прямоугольную форму размером 21,5 x 14,6 сантиметров толщиной 2,9 сантиметров. Монохромный жидкокристаллический экран размером 75 на 64 пикселя позволял создавать на системе полноценные игры на уровне приставок второго поколения, вроде Atari 2600, Intellivision или Emerson Arcadia 2001.
Для управления играми в нижней части корпуса Game Pocket Computer находились D-pad (8 направлений), 6 кнопок, регулятор контрастности изображения и два выключателя — для включения/выключения консоли и включения/выключения звука. Работал Game Pocket Computer от четырёх AA батареек, заряда которых хватало на 70 часов.

## Игры
Особого успеха Game Pocket Computer не имела, за короткую жизнь к ней было выпущено всего пять игр: Astro Bomber — Shoot 'em up с горизонтальным скроллингом, Block Maze — аркадная головоломка в стиле Pengo на Atari 2600 или Turtles (видеоигра) на Odyssey², Mahjong — маджонг, Reversi — реверси и головоломка Sokoban. Кроме того, две игры были встроены в саму консоль: головоломка 11-puzzle (Пятнашки) и Paint program — простой графический редактор.

В связи с тем, что экземпляров Epoch Game Pocket Computer было выпущено совсем немного, в наше время консоль и игры к ней являются большой редкостью, стоимость на интернет-аукционах, таких как Ebay, может достигать нескольких сотен долларов.

## Технические характеристики

Внутреннее устройство Epoch Game Pocket Computer

| Процессор         | 8-битный NEC μPD78c06                    |
| Тактовая частота  | 6 MHz                                    |
| RAM               | 2176 бит                                 |
| ROM               | 4Kб ROM                                  |
| Разрешение экрана | 75 x 64 пикселей LCD                     |
| Cartridge ROM     | до 16K                                   |
| Звук              | Пьезоэлектрический динамик               |
| Управление        | Шесть кнопок, один D-pad (8 направлений) |
| Источник энергии  | 4 x AA батарейки                         |